# Rečycký rajón
Rečycký rajón (bělorusky Рэчыцкі раён, ukrajinsky Річицький район, rusky Речицкий район) je územně-správní jednotkou Homelské oblasti v Bělorusku. Administrativním centrem rajónu je město Rečyca (bělorusky Рэчыца, rusky Речица).

## Geografie
Rajón se nachází v centrální a jihovýchodní části Homelské oblasti. Rozloha rajónu je 2713,95 km². Téměř polovina rajónu je pokryta lesy, celkem 46,2 % jeho území. Rečycký rajón je obklopen sedmi dalšími rajóny a hraničí s Žlobinským, Buda-Kašaljoŭským, Homelským, Lojeŭským, Chojnickým, Kalinkavickým a Svetlahorským rajónem v Homelské oblasti. Téměř polovina rajónu je pokryta lesy – 46,2 %.
Rajón se nachází na území Řečycké pláně, Vasiljevičské vodní ledové a jezerní nivní nížiny. V tektonických podmínkách se území Rečyckého rajónu nachází hlavně v Pripjaťském korytu a je omezena na svou severní části, Berezinskou zónu. Nedaleko od obce Kamsamolsk je nejvyšší bod v okolí, který měří 161 m. Aktivní pohyby zemské kůry mají vliv na tvorbu oleje.
Současné klima rajónu je charakterizováno jako přechod od mořského k mírně kontinentálnímu. V jeho formování hraje důležitou roli nejen geografická poloha Rečyckého rajónu v mírných zeměpisných šířkách, ale i atmosférický koloběh (činnost, která v průběhu letních měsíců klesá, ale účinky slunečního záření se zvyšují).
V zimě je rajón je často ovlivňován severozápadními cyklony, což podmiňuje odnášení teplého vzduchu od Atlantského oceánu. Na jaře se zvyšuje opakovatelnost jihozápadních a jižních cyklónů, které jsou vázány na silnou ztrátu teplého vzduchu od Středozemního moře a je prvním znamením začátku jara. V létě se zvyšuje opakovatelnost černomořských stálých cyklů, které jsou spojeny s intenzivními a déle trvajícími dešti. Na podzim se nejčastěji opakuje severozápadní a západní cyklony.
Průměrná lednová teplota je −6,6 °C, v červenci 18,4 °C. Roční úhrn srážek činí 655 mm.
Na území rajónu je nachází 10 půdních typů, sdružující 85 druhů půdy. Nejčastější jsou trvalé travní porosty s podzolovou bažinatou půdou – 31,9 %, trvalé travní porosty s podzolovou půdou – 24,5 %, trvalé travní porosty s mokřady – 18,1 %, rašeliništní půdy – 10,6 %, lužní půdy – 7,8 %, degradované půdy – 5,5 %, nivní rašeliništní půdy – 1,3 % a porušené půdy zabírají 0,2 % z celkové výměry zemědělské půdy. Celkem 44 % zemědělské půdy v Rečyckém rajónu se nachází na rekultivovaném jůzemí.
Říční síť Rečyckého rajónu je zastoupena řekami, potoky, jezery a odvodňovacími kanály. Nejdůležitějšími řekami jsou Dněpr a její přítoky Vedrič, Sved a Berezina. Území Rečyckého rajónu celé patří do povodí řeky Dněpr, která je jednou z největších řek v Bělorusku.
Na území je mnoho malých jezer: Bjely Bjerah (0,23 km²), Vjalikaje (0,4 km²), Halina (0,2 km²), Hadyń (0,48 km²), Ljachaŭ (0,22 km²), Svjatoje (0,145 a 0,12 km²), Chotemjla (0,4 km²), Doŭhaje (0,18 km²), Kryvy Hirava (0,26 km²). Všechny z nich jsou především lužní. Jezera slouží k odpočinku mnoha občanům a obyvatelům venkovských oblastí.
Na území rajónu se rozkládají chráněné oblasti národního i místního významu, z nichž nejdůležitější je národní krajinná rezervace Smyčok, hydrologická rezervace místního významu „Zakrašynski Moch“ a památník národního významu „Dubrava“ a další přírodní památky místního významu.

## Historie
Součástí Rečyckého rajónu bylo nejprve 31 vesnických rad (selsovětů): Adamaŭský, Azjerščynský, Andrejeŭský, Broňněnský, Bjazujeŭský, Budkaŭský, Haroškaŭský, Haryvodzký, Dzjemjachoŭský, Žmuraŭský, Zašpjenský, Kaparaŭský, Karavacický, Kozjenský, Ljevašoŭský, Maladuský, Malčanoŭský, Novabarsucký, Pěravalocký, Pěrašvjatoŭský, Rabusoŭský, Rověnský, Rověnskaslabodzký, Saltanoŭský, Smaharynský, Starakrašněnský, Švirydavický, Unorycký, Čyrvonavostraŭský, Jampalský, Janoŭka-Hašcivjelský.
Zpočátku rajón patřil do Rečyckého okruhu spolu s Brahinským, Vasiljevickým, Horvalským, Kamarynským, Lojeŭským, Cholměckým a Juravickým rajónem. Usnesením VIII. sjezdu sovětů běloruské SSR, který se konal 12. dubna 1927, byl Rečycký okruh zrušen.
Dne 9. června 1927 Rečycký rajón vstoupil v Homelský okruh, kde zůstal až do 26. července 1930. Dne 4. srpna 1927 se k výše uvedeným 31 selsovětům Rečyckého rajónu připojilo 47 selsovětů zlikvidovaného Vasiljevického, Horvalského, Cholměckého rajónu a také Dzjatlaŭského a Ŭvaravického rajónu. Ze Ŭvaravického rajónu byl připojen Čarňanský selsovět a ze Dzjatlaŭského rajónu Hranaŭský a Kapanský selsovět.
Dne 30. prosince 1927 prošly selsověty Homelského okruhu reorganizací a posílením. Takže místo 78 selsovětů jich Rečyckém rajónu zůstalo jen 33.
Dne 5. února 1931 byl k Rečyckému rajónu připojen Kakujevický selsovět Mazyrského rajónu a 10. února 1931 Barščoŭský selsovět Homelského rajónu. Dne 5. dubna 1935 byly selsověty Kabyljeŭský a Maladucký, které stále náležely Rečyckém rajónu, převedeny pod správu Chojnického rajónu. Nachaŭský selsovět byl začleněn do Mazyrského rajónu a Baravikoŭský selsovět byl přidělen Paryckému rajónu.
Dne 20. února 1938 se Rečycký rajón stal součástí Homelské oblasti a zmenšili se o 9 selsovětů. Do nově vytvořeného Vasiljevického rajónu byl začleněn Babický, Vasiljevický, Dubroŭský, Zalatuský, Kakujevický, Karavacický, Liskaŭský, Svjedzký a Uznaský selsovět. Vasiljevický rajón se tímto stal jedním z územně-správních celků Poleské oblasti a centrem se stalo město Mazyr.
Dne 1. ledna 1941 zahrnoval Rečycký rajón 21 selsovětů (vesnických rad). Na začátku roku 1954 byla Poleská oblast zrušena. Vasiljevický rajón, stejně jako téměř celé území Poleské oblasti, bylo začleněno do Homelské oblasti. Dne 16. září 1959 byl nakonec zrušen i Vasiljevický rajón. Část selsovětů byla převedena pod správu Kalinkavickému rajónu a část Rečyckému rajónu.
Ve druhé polovině prosince roku 1962 byl zrušen Lojeŭský rajón a část jeho území byla předána do Rečyckému rajónu, včetně městského sídla Lojeŭ. O dva roky později, 30. července 1966, byl ale Lojeŭský rajón obnoven i se svým bývalými hranicemi.
Posledním územní změnou, kterou Rečycký rajón prodělal, bylo přestěhování Borchaŭského selsovětu bývalého Ŭvaravického rajónu pod správu Buda-Kašaljoŭského rajónu.
V současnosti se Rečycký rajón skládá ze selsovětů Azjerščynský, Artukoŭský, Babický, Barščoŭský, Bjelabalocký, Vyšamirský, Hlybaŭský, Dzemjachoŭský, Dubroŭský, Žmuraŭský, Zaspjenský, Kamsamolský, Kaparaŭský, Karavacický, Liskaŭský, Novabarsucký, Pjerasvjatoŭský, Rovjenskaslabodzký, Svirydavický a Cholmjecký.

## Demografie
V Rečyckém rajónu žilo v roce 2010 celkem 104 781 obyvatel, z nichž 47 975 mužů a 50 806 žen. Ve městě žilo 71 101 občanů a ve vesnicích 33 680. Bělorusové zaujímají 89,3 procenta populace, což představuje 93 564 lidí. Celkem 0,1 procent populace se hlásí židovské, polské, arménské, moldavské a tatarské národnosti. V rajónu žije i jeden Turkmen a dva Osetinci.

## Ekonomika
V roce 2009 všechny průmyslové podniky v rajónu vyrobily zboží v hodnotě 407 700 000 000 běloruských rublů. V oblasti je provozována těžby ropy.

## Doprava
Rajónem prochází železniční trať a silnice Homel–Kalinkavičy, stejně jako silnice na Lojeŭ, Chojniki, Babrujsk a Žlobin. Na řece Dněpr a Berezina funguje vodní doprava.
Rajón protínají silniční komunikace  hranice Ruské federace (hraniční přechod Selyšče)–Homel–Kobryň, P32 Rečyca–Lojeŭ, P33 Rečyca–Chojniki a P82 Akcjabrski–Paryčy–Rečyca.

## Symboly rajóny
Rečycký rajón má znak i vlajku:
Znak Rečyckého rajónu byl schválen dekretem prezidenta Běloruské republiky ze 20. října 2005 № 490. Na znaku města Rečyca i Rečyckého rajónu je vyobrazen ve stříbrném poli barokního štítu růžová korouhev s řezem ve tvaru vlaštovčího ocasu, v jehož středu je jezdec v stříbrné zbroji na bílém koni s mečem v pravé ruce a se štítem s dvojitým křížem červené barvy na levé straně.
Vlajka Rečyckého rajónu byla schválena společně se znakem. Na vlajce města Rečyca i Rečyckého rajónu má bílý list s poměrem stran 1:2, kde je ve středu jezdec v stříbrné zbroji na bílém koni s mečem v pravé ruce a se štítem s dvojitým křížem červené barvy na levé straně.

## Pamětihodnosti
Ve městě Rečyca je mnoho architektonických, historických, sochařských a archeologických památek, včetně Hradiště starobylého města nebo bývalého poštovního a telegrafního úřadu.
V celého Rečyckém rajónu můžeme jmenovat přírodní památky – řeku Dněpr a Vedryč, architektonické památky – kapli svaté Eŭfrasinni Polecké, pravoslavný klášter, kostel Nejsvětější Trojice, bývalý poštovní a telegrafní úřad a archeologické památky – Milahradská kultura, rekreační středisko Milahrad nebo panství Berezina.
V rajónu se nachází mnoho památek věnovaných událostem Velké vlastenecké války. V provozu je Rečycké regionální muzeum a histricko-pamětní muzeum „Pamjať“.

## Významní rodáci
- Andrej Jakaŭljevič Varančuk (Андрэй Якаўлевіч Варанчук, * 1915 Horval, Rečycký rajón – 2007 Kyjev, Ukrajina) – plukovník sovětské armády, účastník bitvy u řeky Chalchyn a bojů ve Velké vlastenecké válce, Hrdina Sovětského svazu (1943)

- Michajla Hramyka (Міхайла Грамыка, * 31. říjen (12. listopad) 1885 Čornaje, Rečycký povět, Minská gubernie, nyní Rečycký rajón, Homelská oblast – 30. červen 1969 Chimki, Moskevská oblast) – běloruský spisovatel, básník, geolog a pedagog, od roku 1965 člen Svazu běloruských spisovatelů

- Juryj Mikalajevič Zacharanka (Юрый Мікалаевіч Захаранка, * 1. leden 1952 Vasiljevičy, Rečycký rajón – 7. květen 1999) – ministr vnitra Běloruské republiky

- Scjapan Scjapanavič Laŭšuk (Сцяпан Сцяпанавіч Лаўшук, * 28. červenec 1944 Vasiljevičy, Rečycký rajón, Homelská oblast) – běloruský literární kritik a spisovatel, člen Národní akademie věd (2004), doktor filologických věd (1998), profesor

- Uladzimir Scjapanavič Lipski (Уладзімір Сцяпанавіч Ліпскі, * 6. květen 1940 Šoŭkavičy, Rečycký rajón, Homelská oblast) – běloruský spisovatel, veřejný činitel

- Ivan Jakaŭljevič Navuměnka (Іван Якаўлевіч Навуменка, * 16. únor 1925 Vasiljevičy, Rečycký rajón, Homelská oblast – 17. prosinec 2006 Minsk) – běloruský a sovětský romanopisec, dramatik a literární kritik, akademik Národní akademie věd Běloruska (1980), doktor filologických věd (1969), profesor (1971), čestný vědec běloruské SSR (1978), národní spisovatel Běloruska (1995), předseda Nejvyšší rady BSSR (1985 až 1990), člen svazu spisovatelů (1957)

- Anatol Cjchanavič Sys (Анатоль Ціханавіч Сыс, * 26. říjen 1959 Haroškaŭ, Rečycký rajón, Homelská oblast – 4. květen 2005 Minsk) – běloruský básník, vystudoval historickou a filologickou fakultu na Homelské státní univerzitě (1982)

- Neli Tulupava (Нэлі Тулупава, * 1. leden 1952 Kapaň, Rečycký rajón, Homelská oblast – 30. červenec 2001) – běloruská básnířka, prozaička, překladatelka

- Valjancina Michajlaŭna Koŭtun (Валянціна Міхайлаўна Коўтун, rozená Novik (Новік), * 6. duben 1946 Dzjemjachi, Rečycký rajón, Homelská oblast – 30. duben 2011 Pinsk) – běloruská spisovatelka a literární kritička, kandidátka filologie (1979)

- Viktar Uladzimiravič Jarac (Віктар Уладзіміравіч Ярац, * 23. říjen 1948 Krasny Most, Rečycký rajón, Homelská oblast) – běloruský básník a literární kritik, v roce 1966 nastoupil na filologickou fakultu Běloruské státní univerzity, v roce 1968 přešel na Homelský pedagogický institut